# Epinephelus costae
Epinephelus costae (лат.) — вид лучепёрых рыб семейства каменных окуней (Serranidae).

## Описание
Высота тела меньше длины головы и укладывается 3,0—3,4 раза в стандартную длину тела. Длина головы укладывается 2,5-2,7 раза в стандартную длину тела. Межглазничная область выпуклая. Предкрышка угловатая с 2-3 увеличенными шипами. средние и нижние оперкулярные шипы плоские, но отчётливые, верхний шип не виден; прямой или слегка выпуклый верхний край жаберной крышки. Верхняя челюсть без чешуи. Окончание верхней челюсти обычно достигает вертикали, проходящей через задний край глаза. Нижний край верхней челюсти с низким шагом. 2 ряда зубов в средней боковой части нижней челюсти; боковые чешуйки тела гребневидные, у взрослых с вспомогательными чешуйками. Пилорических придатков 17.

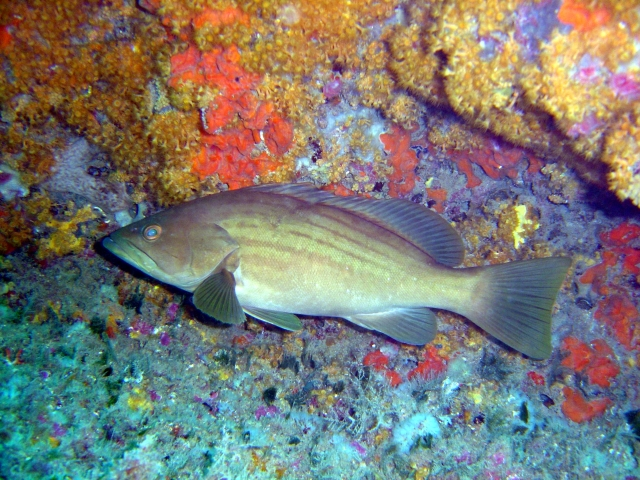

Голова и тело коричневатые, плавники более тёмные; две тёмные линии на голове: одна от нижнего края глаза до заднего края межкрышечной кости, вторая от тёмной верхнечелюстной полоски до нижнего края предкрышки; взрослые особи коричневые или серовато-коричневые; отчётливое жёлтое пятно на теле ниже остистого спинного плавника.
Максимальная длина тела 140 см.

## Биология
Встречается на песке, грязи или на дне камней. Молодые особи образуют небольшие группы на мелководье. Питается ракообразными, моллюсками и рыбой.
Плохо приспосабливается к аквариумам.

## Распространение
Восточная Атлантика и Средиземное море.